# Kirtlands zanger
Kirtlands zanger (Setophaga kirtlandii synoniem:Dendroica kirtlandii) is een zangvogel uit de familie Parulidae (Amerikaanse zangers).

## Kenmerken
Beide geslachten hebben blauwgrijze bovendelen en een witte oogring. De lichaamslengte bedraagt 15 cm.

## Verspreiding en leefgebied
Deze soort broedt in de Noord-Amerikaanse staat Michigan en overwintert op de Bahama's. De vogel is gevoelig voor uitsterven door klimaatverandering, waarbij droogteperioden optreden in het overwinteringsgebied wat leidt tot habitatverlies.